# Josefin Johansson
Josefin Johansson (17 de março de 1988) é uma futebolista sueca, que atua como média.
Atualmente (2017), joga pelo Piteå IF.
Integra a Seleção Sueca de Futebol Feminino desde 2014.

## Clubes
- Piteå IF (2011-)

## Títulos
- Campeonato Europeu de Futebol Feminino Sub-19 de 2012